# Tép mồng sen
Tép mồng sen (tên khoa học: Macrobrachium mirabile)   là một loài tôm gai thuộc họ Palaemonidae, được Kemp mô tả lần đầu tiên vào năm 1917.